# دستگاه حفاری تونل

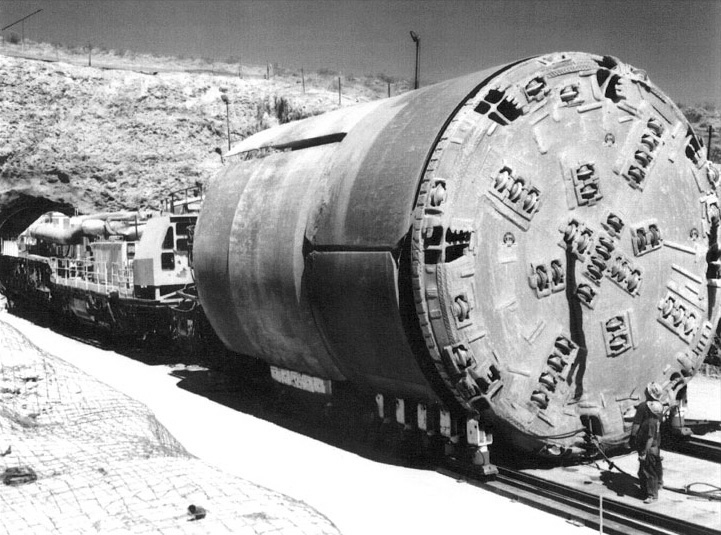
یک نمونه دستگاه حفاری درحال حمل به محل حفاری

دستگاه حفاری تونل (به انگلیسی: Tunnel Boring Machine) یا تی‌بی‌ام (TBM) که با نام مول (به انگلیسی: Mole) نیز شناخته می‌شود، دستگاهی است که برای حفاری تونلها از آن استفاده می‌گردد. این دستگاه با استفاده از یک سطح مقطع مدور، قادر است در قشرهای خاکی و سنگی زمین حفاری کند. این نوع از ماشین‌آلات توانایی ایجاد حفره در هر نوع زمینی، از سنگ سخت گرفته تا ماسه را دارد. قطر تونل‌هایی که این دستگاه ایجاد می‌کند در محدوده یک متر (با استفاده از میکرو-تی‌بی‌ام‌ها) تا نزدیکی ۱۶ متر (تی‌بی‌ام‌های امروزی) قرار دارند. برای کندن تونل‌هایی که کم‌تر از یک متر قطر دارند، به‌طور معمول، به جای استفاده از تی‌بی‌ام‌ها، از روش ساخت‌وساز بدون گودال یا حفاری افقی استفاده می‌کنند.
دستگاه‌های حفاری تونل، به‌عنوان جایگزینی برای روش‌های حفاری و انفجار صخره‌ها و کندن زمین با دست مورد استفاده قرار می‌گیرد. تی‌بی‌ام‌ها مزایایی همچون کاهش تعرض به زمین‌های مجاور و ایجاد دیوارهای نرم در تونل را دارند. این دستگاه به صورت قابل توجهی هزینه استرکشی تونل را کاهش می‌دهد که خود این باعث شده برای استفاده در مناطق به شدت شهرنشین مناسب باشند. ایراد عمده این دستگاه قیمت بالای آن است. تی‌بی‌ام‌ها برای استفاده در ساخت‌وسازها گران‌قیمت بوده و آن‌ها را به سختی می‌توان جابجا کرد. هرچند با وجود طویل بودن تونل‌های مدرن، هزینه استفاده از دستگاه‌های حفاری تونل، در مقابل روش‌های سنتی حفر و انفجار به مراتب پایین‌تر است. به همین دلیل تونل سازی با دستگاه‌های تی‌بی‌ام در یک پروژهٔ کوتاه تأثیر بیشتری دارد.
بزرگترین تی‌بی‌امی که تاکنون ساخته شده با قطر ۱۵٫۴۳ متر توسط کارخانه آلمانی هرنکنشت برای پروژهٔ اخیری در شانگهای چین ساخته شده‌است. این دستگاه برای حفاری زمین سستی حاوی ماسه و خاک رس ساخته شده بود. بیشترین قطر مربوط به تی‌بی‌ام‌هایی که برای زمین‌هایی با سنگ‌های سخت ساخته شده‌اند توسط شرکت رابینز برای پروژه تونل نیاگارا تولید شده‌است. این دستگاه برای حفاری تونلی برق‌آبی در زیر آبشار نیاگارا استفاده شد. دستگاه تی‌بی‌ام مذکور به نام «بکی بزرگ»، با اشاره به سد برق‌آبی «سر آدام بک» نام گذاری شده‌است که این دستگاه، تونلی برای دسترسی اضافی به آن حفاری می‌کند.

## تاریخچه
نخستین سپر محافظ تونل، توسط سر مارک ایزامبارد برونل در سال ۱۸۲۵ و برای حفاری تونل تِیمز ساخته شد. اگرچه این ابتکار تنها به منظور ساخت یک سپر بوده و شامل ساختن یک دستگاه حفاری تونل کامل نبود؛ اما عملیات حفر تونل‌ها نیاز داشت که با استفاده از روش‌های استاندارد حفاری به سرانجام برسد.
مشهور است که نخستین دستگاه حفاری ساخته شده، هنری-جوزف ماوس یک دستگاه برش کوه بوده‌است. این دستگاه در سال ۱۸۴۵ به سفارش پادشاه ساردینیا و به منظور حفر تونل ریلی فرجوس از میان رشته‌کوه‌های آلپ، بین دو کشور فرانسه و ایتالیا ساخته شده بود. عملیات ساخت این دستگاه در یک کارخانه اسلحه‌سازی در نزدیکی تورین و در سال ۱۸۴۶ به پایان رسید. این دستگاه عبارت بوده‌است از بیش از ۱۰۰ مته کوبه‌ای که در قسمت جلویی دستگاهی به اندازه لوکوموتیو نصب شده بود که نیروی رانشی آن از ورودی تونل به صورت مکانیکی اعمال می‌شد. بودجه این پروژه تحت تأثیر انقلاب سال ۱۸۴۸ قرار گرفته و تونل هنوز کامل نشده بود؛ تا اینکه با استفاده از روش‌های مبتکرانه و کم‌هزینه‌ای همچون استفاده از متهٔ پنوماتیک، پس از ۱۰ سال به بهره‌برداری رسید.
نخستین ماشین حفر تونل ساخته شده در ایالات متحده برای ساختن تونل هوساک در سال ۱۸۵۳ مورد استفاده قرار گرفت. این دستگاه، با چدن ساخته شده و به نام ماشین برش سنگ انحصاری ویلسون و به نام مخترعی به اسم ویلسون نام گذاری شد. این ماشین، قبل از شکستن زمین سنگی، ۱۰ فوت را درون سنگ حفاری کرد. تونل مذکور سرانجام بعد از بیش از ۲۰ سال به پایان رسید. در ساخت آن همانند تونل ریلی فرجوس از روش‌های جاه‌طلبانه، کمتر استفاده شد.
در اوایل دههٔ ۱۹۵۰، ف.ک. مایتری برندهٔ مناقصه احداث سد انحرافیِ اوه واقع در پییر در ایالت داکوتای جنوبی شد که با مشاورهٔ جیمز س. رابینز (بنیان‌گذار شرکت رابینز) حفاری زمین‌های سنگ رسی پییر شیل را که مشکل‌ترین عملیات حفاری زمین‌های سنگ رسی در آن زمان بود شروع کرد. شرکت رابینز دستگاهی درست کرد که قادر بود ۱۶۰ فوت از زمین‌های سنگ رسی را در بیست‌وچهار ساعت حفر کند که نسبت به روش‌های رایج در آن هنگام ۱۰ برابر سریع‌تر بود.
چیزی که باعث شد ماشین‌های حفر تونل، کارآمد و مطمئن شوند، اختراع سر گردان آن‌ها بود که به صفحه برش نصب می‌شد. در ابتدا، در دستگاه تی‌بی‌ام رابینز از چکشهای فولادی چرخشی استفاده کردند که با حرکت دایره‌ای خود زمین پیش‌روی‌اش را حفر می‌کرد؛ اما او سریعاً متوجه این شد که این چکش‌ها، علی‌رغم محکم بودنشان کارایی زیادی ندارند؛ زیرا به محض شکستن و کند شدن، باید مکرراً با چکش‌های جدید تعویض می‌شدند. این مشکل با جایگزین کردن صفحات برش بادوام‌تر به جای چکش، به‌طور قابل ملاحظه‌ای برطرف شد. در سال ۱۹۵۶ این طرح، برای اولین بار در تونل فاضلاب و رودخانه هامبر با موفقیت مورد استفاده قرار گرفت (فولی، ۲۰۰۹). از آن زمان تاکنون، در تمام حفاری‌هایی که در زمین‌های سخت، با توفیق همراه بوده‌است، از تی‌بی‌ام‌هایی با چرخ‌های برش گردان و صفحات برش مدور استفاده گردیده‌است.

## استفاده از دستگاه حفار تونل(TBM)
دستگاه تی بی ام جزء ماشین آلات ویژه به حساب می آید. لذا استفاده از این دستگاه به دلیل هزینه‌های بالای سرمایه گذاری تنها در پروژه‌های خاص به صرفه می‌باشد .
تی بی ام‌ها به‌طور اساسی به دو دسته زیر تقسیم بندی شده:
- تی بی ام‌های مخصوص حفاری در سنگ
- تی بی ام‌های مخصوص حفاری در زمین‌های سست.

تی بی ام مخفف Tunnel Boring Machine می‌باشد .
دستگاه تی بی ام را همچنین با نام مول (mole) نیز می شناسند.
امروزه تی بی ام‌ها با قطرهای مختلف در پروژه‌های حفر تونل به صورت وسیع مورد استفاده می‌باشند.
بزرگ‌ترین تی بی ام موجود که توسط شرکت آلمانی هرنگشت برای پروژه ای در شهر شانگهای ساخته شده‌است دارای قطر ۱۵٫۴۳ متر می‌باشد .
انواع تی بی ام‌ها را بر اساس ویژگی‌های آن‌ها می‌توان به موارد زیر تقسیم نمود:
۱-تی بی ام‌های سپر دار خاکهای سست
۲-تی بی ام سپردار دوغابی (Slurry Shield)
۳-تی بی ام سپردار ای پی بی(EPB)
۴-ﺗی ﺑی ام اکﺴکﺎویﺘﻮر
۵-تی بی ام‌های صخره ای سخت
۶-تی بی ام صخره ای باز
۷-تی بی ام صخره ای سپردار که خود به دو نوع زیر تقسیم بندی می‌شوند:
- ﺗی ﺑی ام ﺻﺨﺮه ای ﺗک ﺳﭙﺮه
- ﺗی ﺑی ام ﺻﺨﺮه ای دو ﺳﭙﺮه

۸-تی بی ام‌های ترکیبی
برای انتخاب نوع تی بی ام موارد بسیار زیادی را باید در نظر گرفت که به صورت اختصاری به شرح زیر می‌باشند:
- منحنی دانه بندی خاک
- نفوذ اب‌های زیر زمینی
- کانی‌شناسی خاک/سنگ
- کیفیت خاک
- مقاومت سنگ

### مزایای استفاده از دستگاه تی بی ام
- سرعت پیشروی بالا
- عملیات پیوسته
- تخریب کمتر سنگ
- ایمنی بیشتر
- توان عملیات مکانیزه
- اندازه یکسان خاکهای حفاری شده

### معایب استفاده از دستگاه حفاری تی بی ام
- مقطع دایره ای ثابت
- انعطاف‌پذیری محدود در برابر مشکلات زمین
- نیاز به سرمایه زیاد دارد
- نیاز به زمان تجهیز طولانی تر نسبت به سایر ماشین آلات حفر تونل

ماشین‌های حفاری قطر بزرگ (Mega TBM)
ماشین‌های حفاری تونل قطر بزرگ (Mega TBM) به دستگاه‌های حفاری تونل گفته می‌شود که قطر برش آن‌ها بیش از ۱۲ متر است. این دستگاه‌ها برای اجرای تونل‌های مترو، راه‌آهن، جاده‌ای و پروژه‌های انتقال آب در مقیاس وسیع استفاده می‌شوند. Mega TBM‌ها با استفاده از سیستم‌های پیشرفته برش، خاک‌برداری و سگمنت‌گذاری، عملیات حفاری را با دقت و ایمنی بالا انجام می‌دهند.
نمونه‌هایی از بزرگ‌ترین TBM‌های جهان:
Bertha (برتا) – با قطر ۱۷٫۴۸ متر، برای پروژه تونل آبرفتی سیاتل در آمریکا استفاده شد.
Jiang Hai (جیانگهای) – با قطر ۱۶٫۶۴ متر، در چین برای حفاری تونل زیر رودخانه یانگ‌تسه مورد استفاده قرار گرفت.
Shanxi (شانکسی) – با قطر ۱۵٫۸ متر، برای احداث تونل‌های ریلی سریع‌السیر در چین به کار گرفته شد.
آزادراه توکیو – یک TBM غول‌پیکر با قطر ۱۶٫۰۹ متر که برای ساخت تونل آزادراه توکیو مورد استفاده قرار گرفت.